# Samsung Electronics

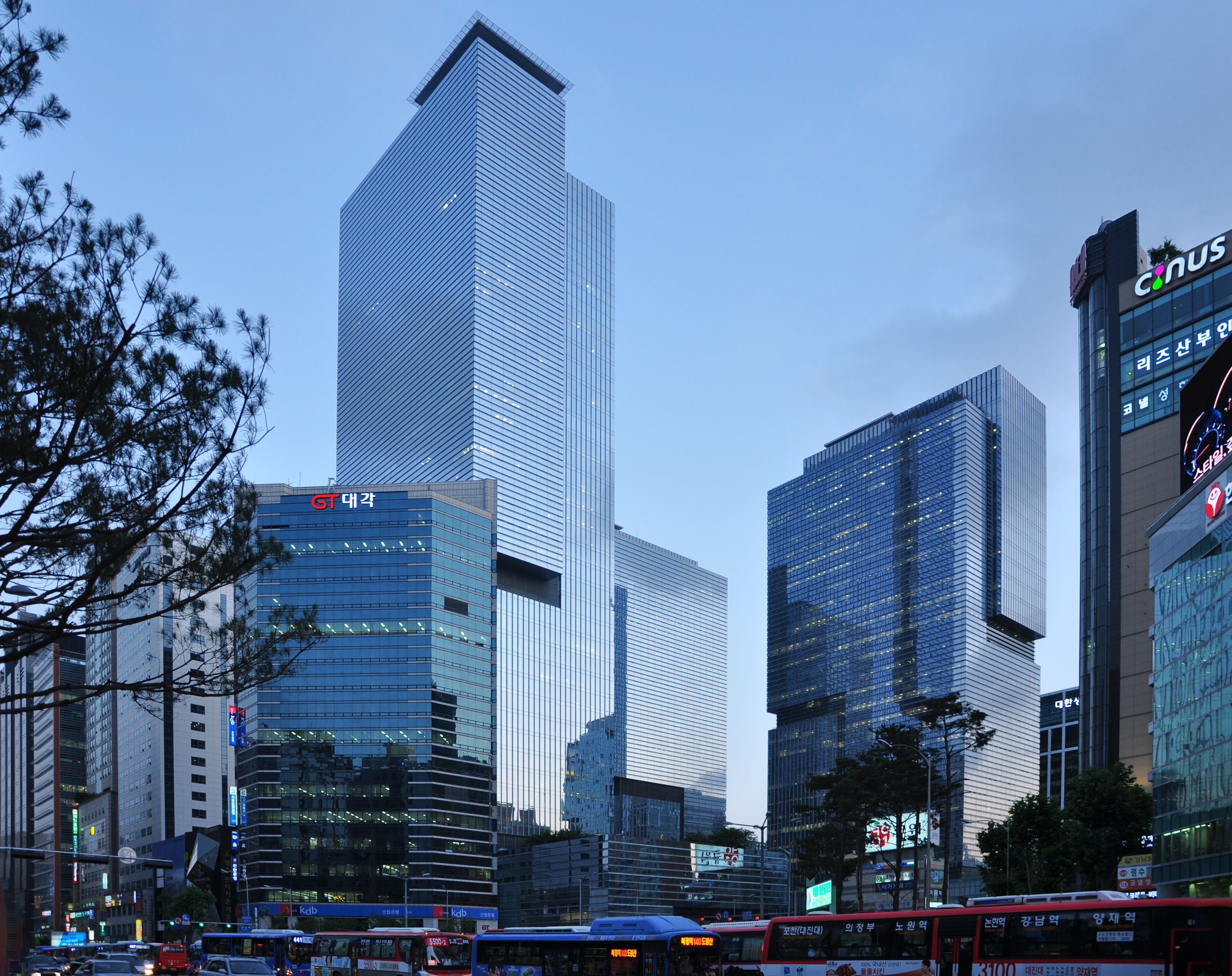
Siedziba firmy w Seulu

Samsung Electronics – jedno z największych na świecie przedsiębiorstw branży elektronicznej. Centrala znajduje się w Seulu w Korei Południowej, jest częścią grupy Samsung.
Ma oddziały w 58 krajach, a jego zyski w 2006 r. przekroczyły 8,3 miliarda USD.
Słowo samsung w języku koreańskim znaczy trzy gwiazdy.

## Działalność
Samsung został założony w 1938 r. przez Lee Byung-chula. Spółka córka Samsung Electronics, została założona w Daegu w Korei Południowej. Samsung Electronics zanotował rekordowe przychody i zyski w 2004 r.

### Sprzedaż produktów Samsung
| Produkt            | Sprzedaż | Ranking | Stan na      | Źródło            |
| ------------------ | -------- | ------- | ------------ | ----------------- |
| TV                 | 21,6%    | 1       | III kw. 2010 | wirtualnemedia.pl |
| monitory           | 15,5%    | 1       | IV kw. 2008  | twojepc.pl        |
| odtwarzacze DVD    | 14,0%    | 2       | IV kw. 2004  |                   |
| drukarki           | 11,6%    | 2       | IV kw. 2004  |                   |
| telefony komórkowe | 33,0%    | 1       | II kw. 2011  | komputerświat.pl  |
| smartfony          | 29,6%    | 1       | I kw. 2013   | bgr.com           |
| laptopy            | 6,5%     | 7       | I kw. 2011   | ccidreport.com    |
| aparaty cyfrowe    | 11,1%    | 4       | 2010         | bloomberg.com     |
| pamięci DRAM       | 30,6%    | 1       | I kw. 2008   | elektronikaB2B.pl |
| pamięci SRAM       | 27,0%    | 1       | IV kw. 2004  |                   |
| pamięci flash      | 25,0%    | 1       | IV kw. 2004  |                   |
| panele LCD         | 24,3%    | 1       | II kw. 2009  | nvision.pl        |

### Produkty
- telewizory
- monitory
- odtwarzacz DVD
- dyski twarde[a]
- drukarki

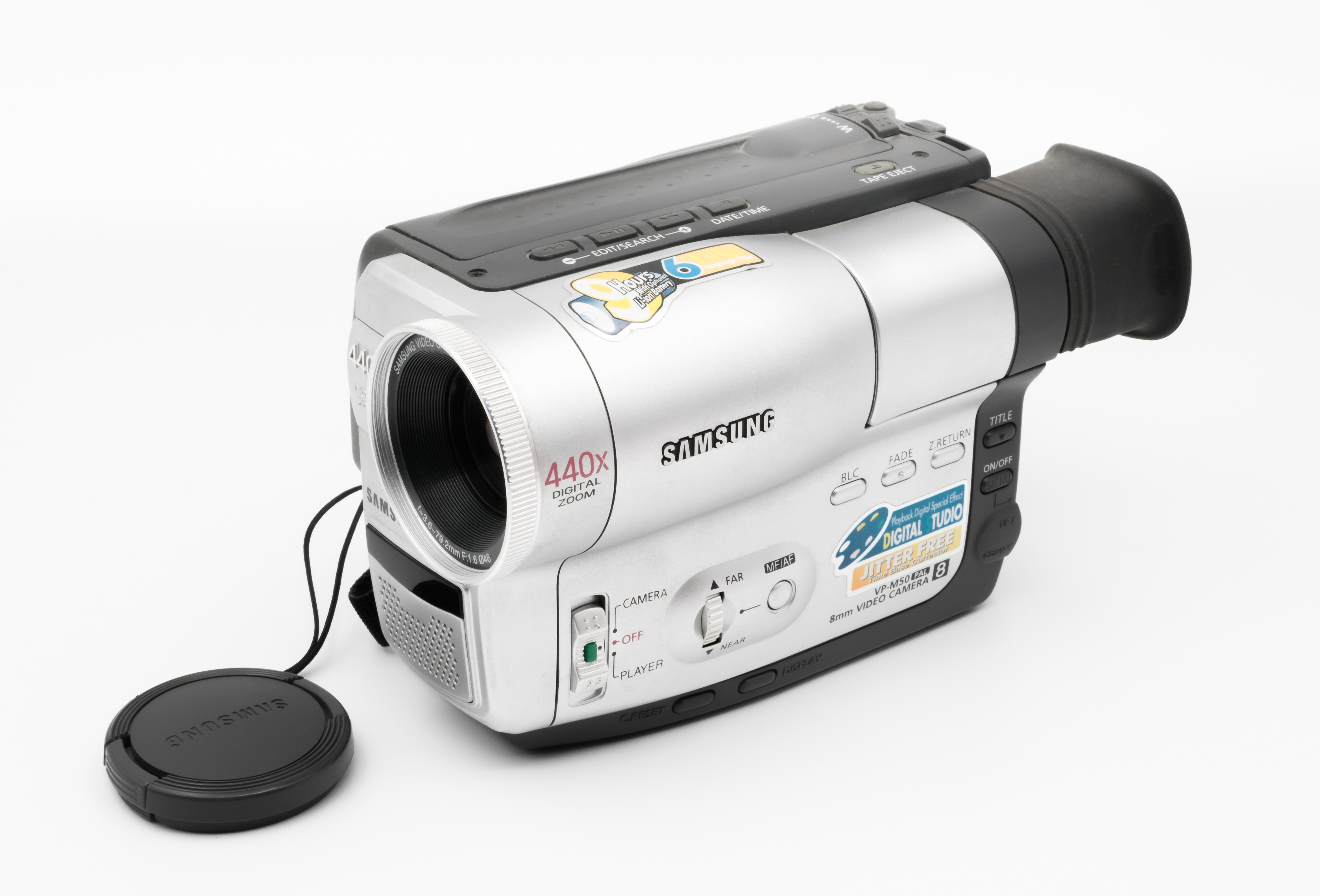
Kamkorder Samsung VP-M50

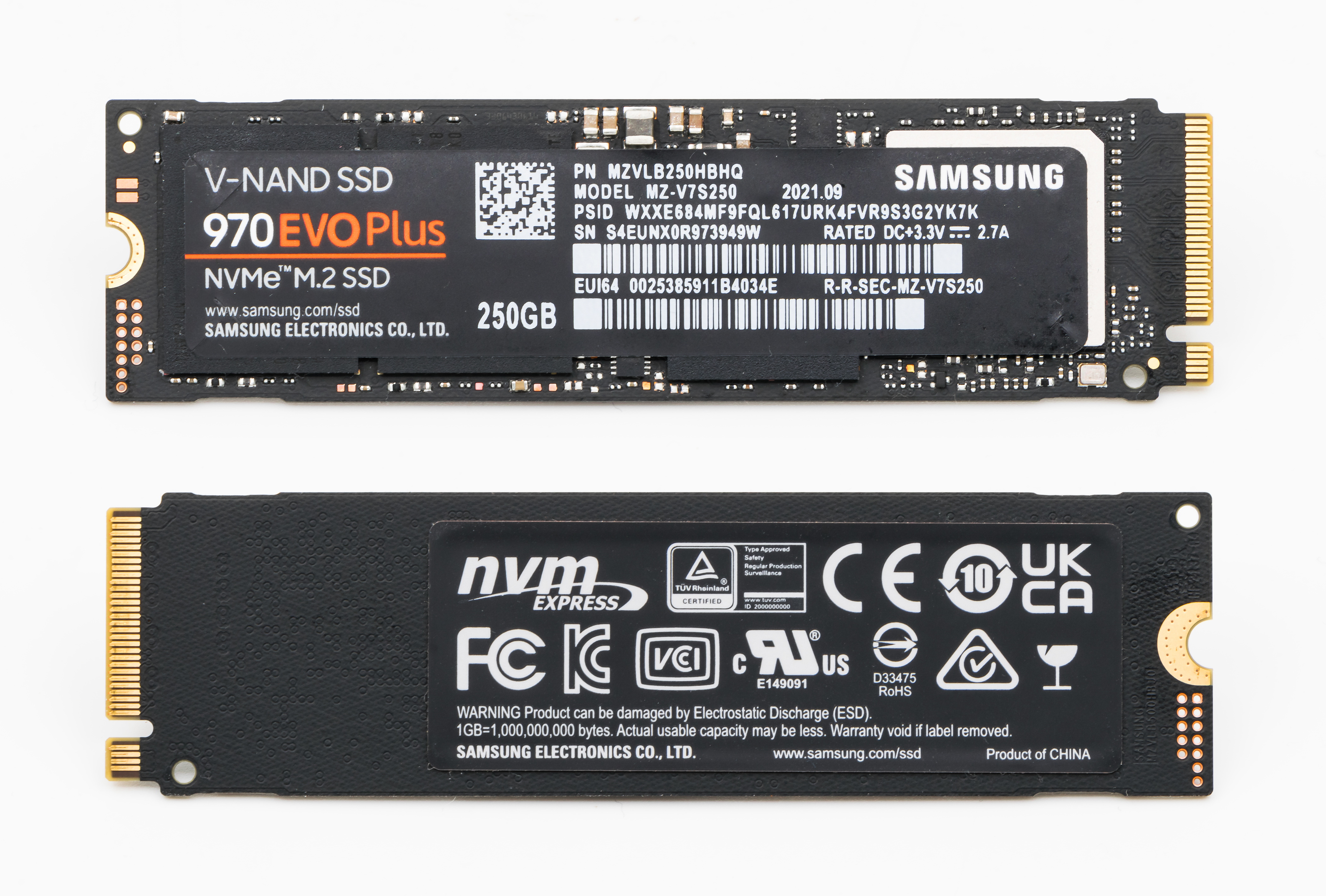
Dysk SSD Samsung 970 EVO Plus 250GB

- telefony komórkowe, m.in. Samsung Galaxy, Samsung Wave, Samsung Omnia
- pamięci DRAM
- pamięci SRAM
- pamięci Flash
- panele LCD
- aparaty cyfrowe
- notebooki
- pralki
- lodówki
- tablety